# Johanniterkommende Steinfurt
Die Johanniterkommende in Steinfurt wurde im 12. Jahrhundert gegründet. Sie war die führende Niederlassung des Johanniterordens in Westfalen und Friesland. Von der Reformation bereits geschwächt, wurde sie 1811 offiziell säkularisiert.

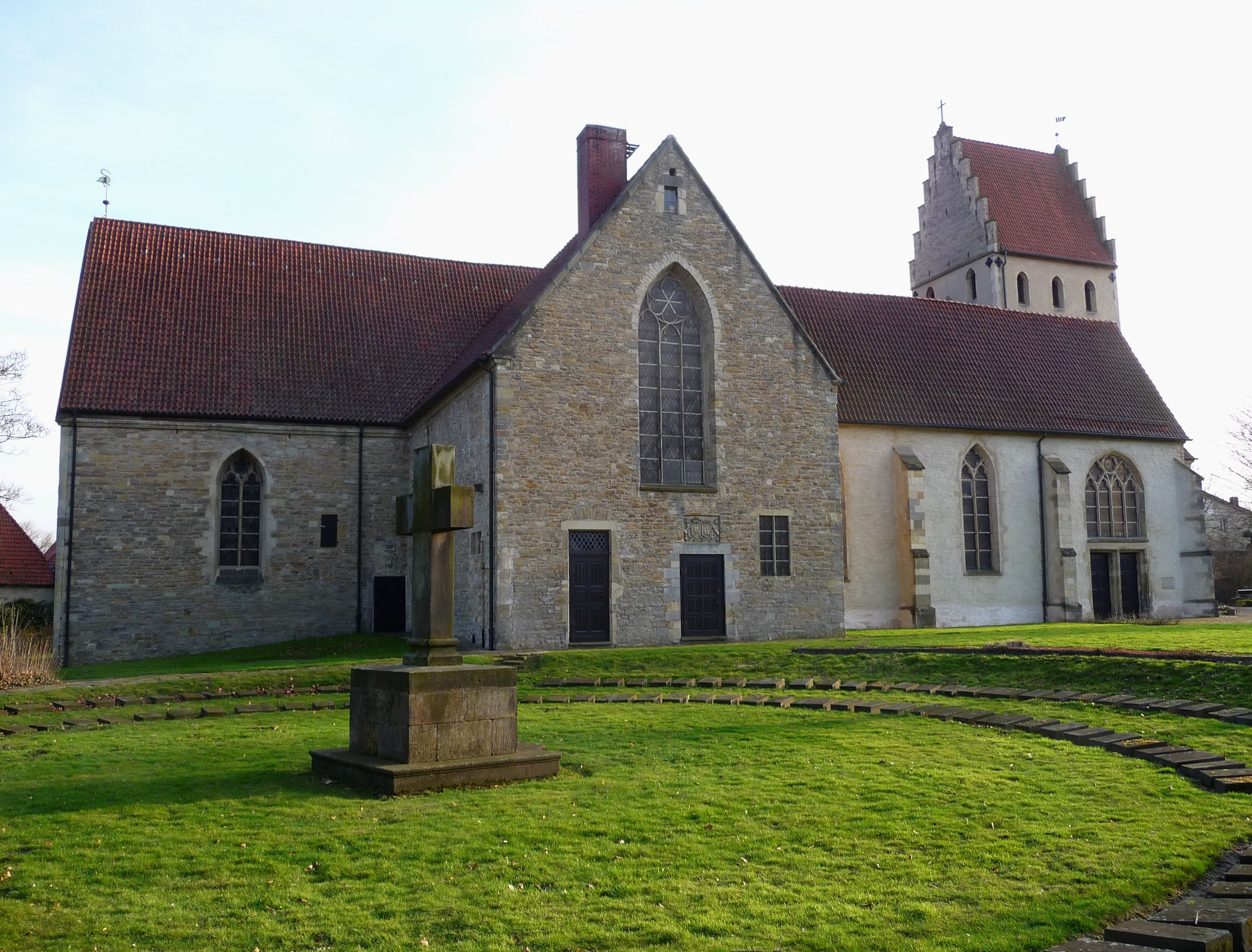
Die Große Kirche in Steinfurt diente bis zur Reformation als Kirche des Konvents

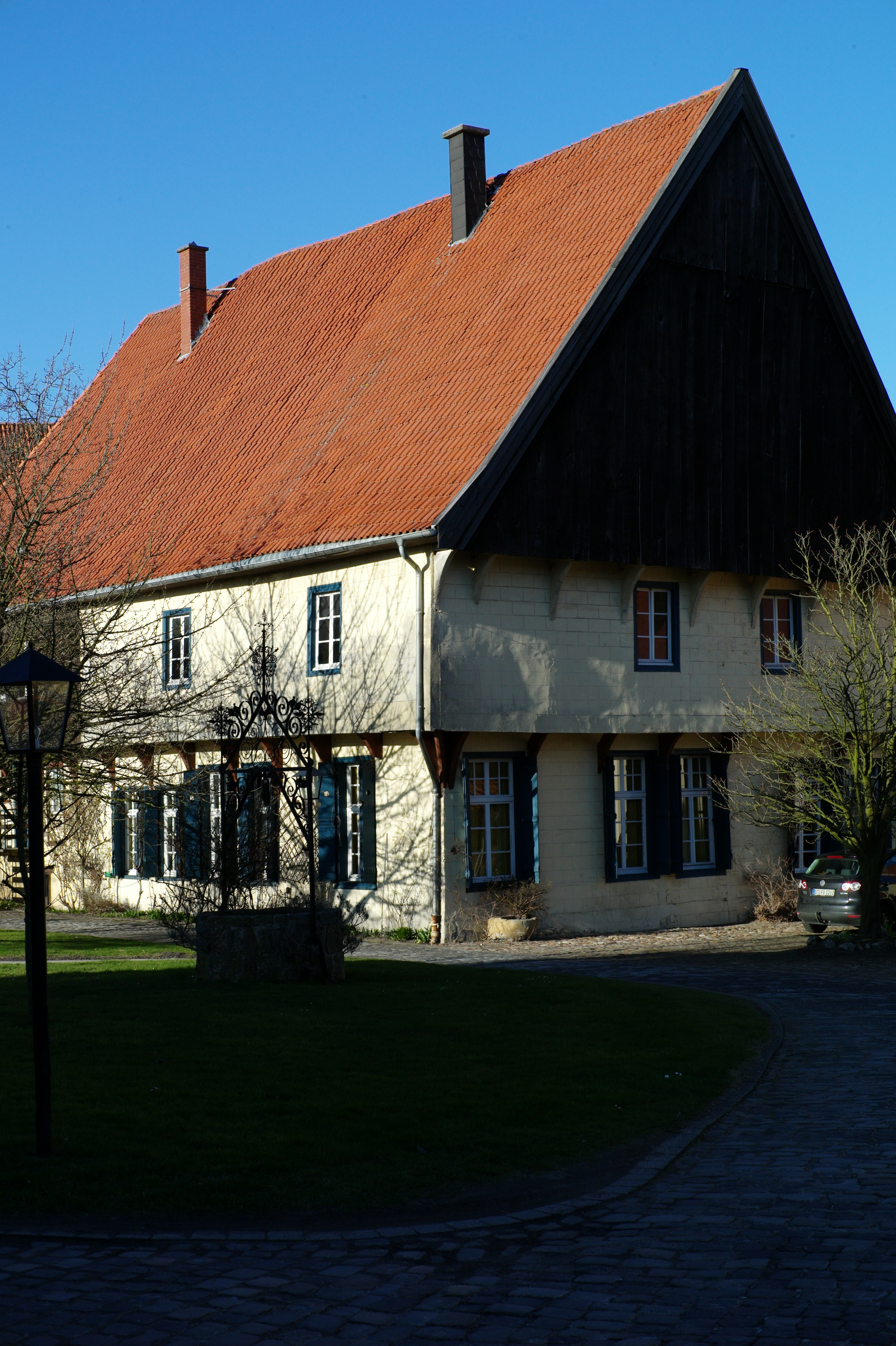
Wohnhaus des Komturs

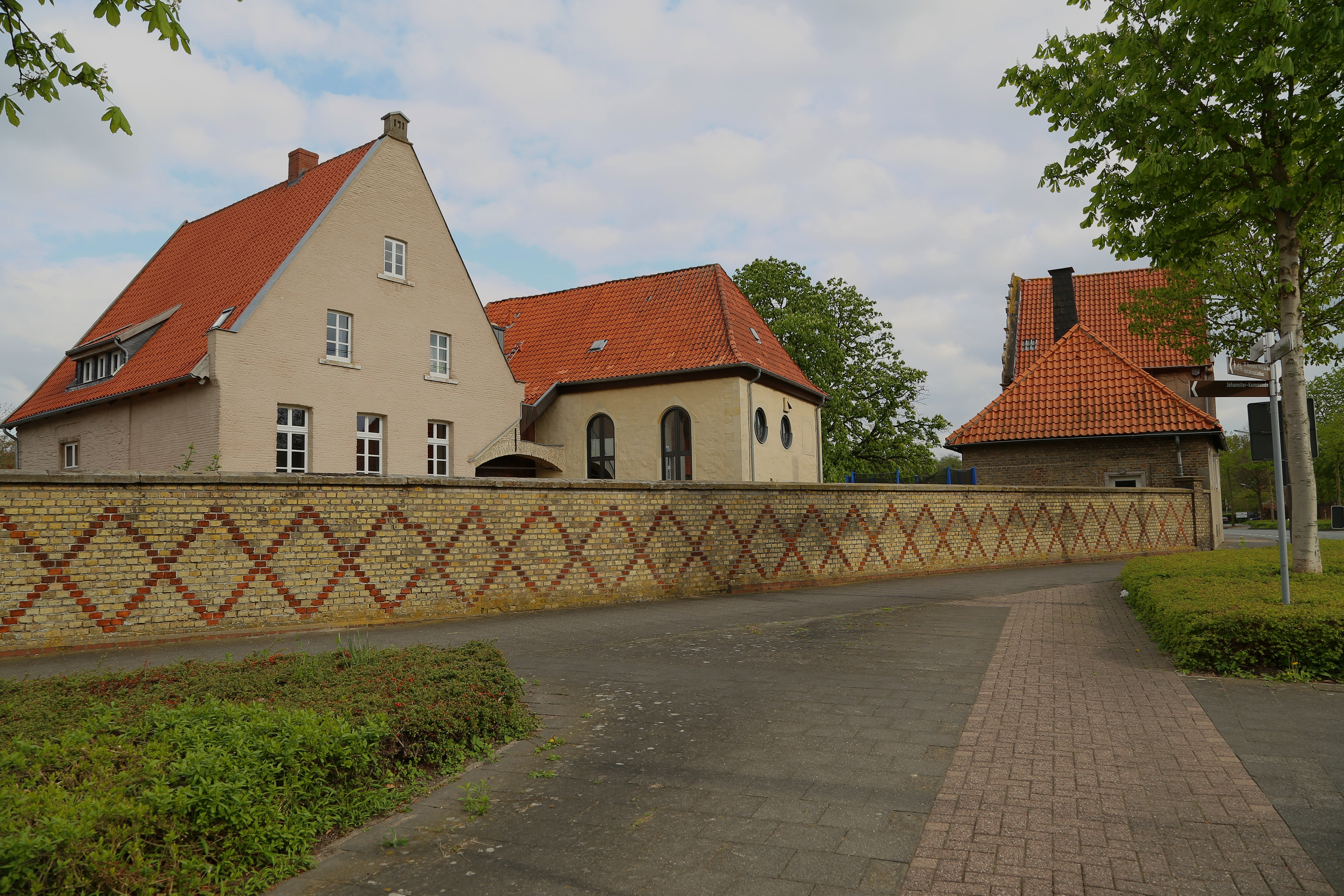
Gebäude der Kommende

## Mittelalter
Im niederrheinisch-westfälischen Raum fand die Kreuzzugsbewegung relativ große Resonanz. Der Templerorden spielte kaum eine Rolle, während die Johanniter schon im 12. Jahrhundert Fuß fassen konnten. Von den elf Kommenden im Reich, die bis zum Beginn des 13. Jahrhunderts gegründet wurden, lagen acht am Niederrhein und in Westfalen. Zu den frühen Gründungen gehört auch die Kommende Steinfurt.
Die ursprüngliche Kommende befand sich in unmittelbarer Nähe der Burg Steinfurt. Die Gründung erfolgte deutlich bevor sich so etwas wie eine städtische Siedlung entwickelte. Ein Komtur ist zwar erst für die 1220er Jahre belegt, aber die Gründung reichte wahrscheinlich bis zum Ende des 12. Jahrhunderts zurück. Edelherr Rudolf von Steinfurt, der selbst das Ritterheer des Münsteraner Bischofs Hermann II. von Katzenelnbogen in den dritten Kreuzzug geführt hatte, nahm die Johanniter unter seinen Schutz und war zusammen mit seinem Bruder Bernhard, der Dompropst in Münster war, Stifter der Kommende. Die Edelherren von Steinfurt hatten auch den Besitz zur Verfügung gestellt, auf denen das erste Ordenshaus entstand.
Auch später förderten sie den Orden durch Schenkungen materiell. Im Jahr 1230 machten sie die sogenannte Dreizehn-Armen-Stiftung zu Gunsten des Ordens. Damit verbunden war die Auflage, täglich dreizehn Arme aus der Konventsküche zu versorgen. Im gleichen Jahr übertrugen sie den Johannitern einen Lehnhof namens Aahof. Dorthin verlegte der Orden seinen Sitz. Dies blieb der Standort der Kommende. Der Platz liegt an der Steinfurter Aa südlich der Burg in der Nähe der Großen Kirche. Auch weitere Güter fielen so später an den Orden. Im Jahr 1270 übertrugen die Edelherren das Patronatsrecht über die Große Kirche in Steinfurt an die Johanniter. Der aktuelle Hintergrund war, dass Johannes von Steinfurt, ein nachgeborener Sohn des Edelherren Ludolf, in den Orden eingetreten war und ins Heilige Land zog. Zu dieser Kirche gehörten sieben große Bauernhöfe, die auch an die Kommende kamen.
Bis etwa 1400 schenkten auch andere Adelige der Einrichtung Besitzungen. Auch weitere Patronatsrechte von Kirchen, unter anderem von Walsum oder Laer, gehörten dazu. Um 1381/88 erhielten sie von den Edelherren von Steinfurt auch das Patronat über eine Kapelle in Steinfurt, aus der später die Kleine Kirche hervorging. Während der weiteren Entwicklung kam es zeitweise zu Streitigkeiten zwischen dem Orden und den Edlen von Steinfurt über die Verwaltung der Pfarrkirchen. Die Edelherren und späteren Grafen behielten einen großen Einfluss auf die Kommende. Dies gilt sogar für die Besetzung des Amtes eines Komturs. Auch die Beziehungen zwischen der sich entwickelnden Stadt Steinfurt und der Kommende waren gut.
Meist war der Komtur seit 1400 zugleich Leiter der Ballei Westfalen. Ausgehend von Steinfurt wurden verschiedene Niederlassungen gegründet, unter anderem 1282 in Münster (St.-Johannes-Kapelle). Besonders eng waren die Beziehungen zu den Kommenden in Friesland. Die dortigen Niederlassungen des Ordens gingen wohl auf die Initiative des Komturs in Steinfurt zurück. Der Komtur in Steinfurt ernannte die Vorsteher der Kommenden in Friesland, nahm neue Mitglieder auf und nahm die Abgaben der Häuser für den Orden ein. Bereits 1319 gab es Bestrebungen von zwanzig Niederlassungen in Friesland, sich von der Oberhoheit Steinfurts zu befreien. Die Verbindung blieb indes bis in die Zeit der Reformation bestehen und der Komtur aus Steinfurt führte in Friesland regelmäßig Visitationen durch.
Im Jahr 1341 umfasste die Kommende 45 Personen. Ein Großteil davon waren Bedienstete der Ritter- und Priesterbrüder. Für einen gewissen Wohlstand auch noch in dieser Zeit spricht der Umbau der Großen Kirche. Die Ordenskirche verfügte am Ende des 15. Jahrhunderts über sechs Altäre und in der Kommende lebten 14 Mitglieder des Ordens. Davon waren fünf Ritterbrüder und neun Priesterbrüder. Die Priester dienten auch an den Pfarrkirchen als Pfarrer. Im Jahr 1545 gehörten zur Gemeinschaft außer dem Komtur sechs Ritterbrüder, der Prior und Kirchherr von Steinfurt sowie sieben andere Priester, ein Diakon und ein Subdiakon. Die Konventsmitglieder wählten den Komtur.

## Nach der Reformation
Die insgesamt guten Beziehungen zwischen Orden und Pfarrgemeinden endeten mit der Reformation, nachdem Graf Arnold von Steinfurt 1544 zum Protestantismus übergetreten war. Die Pfarrgemeinde verlangte vom Orden die Rückgabe des Kirchenvermögens. Die wertvollen Kirchengeräte hatte der Orden 1553 im Zusammenhang mit dem Kriegszug des Herzogs von Braunschweig nach Münster gebracht. Die Verbitterung wuchs, da die Mitglieder des Konvents die Einkünfte aus den Pfarreien verbrauchten, ohne etwas dafür zu leisten. Auch die Armenpflege wurde vernachlässigt. Im Jahr 1564 wurde die Kirche den Johannitern von Graf Arnold III. entzogen. In der Kirche fanden fortan evangelische Gottesdienste statt und der Graf nahm auch das Patronatsrecht wieder für sich in Anspruch. Im Jahr 1571, als die Kirchengeräte vorübergehend wieder in Steinfurt waren, erzwangen die Bürger der Stadt ihre Herausgabe. Die Kommende führte seit 1572 einen Prozess vor dem Reichskammergericht um die Kirchengüter und den Kirchenschatz. Erst 1603 endete der Prozess mit einer Niederlage. Die Kirchengeräte sind nach dem Übergang der Grafschaft zum Calvinismus unter Arnold IV. 1598 eingeschmolzen worden.
Die konfessionelle Haltung des Konvents war zeitweise unklar. Der Komtur Heinrich von Hövel trat selbst zum Protestantismus über und heiratete. Er wurde von der Ordensleitung abgesetzt und sein Nachfolger Alexander von Galen bemächtigte sich 1584 der Kommende durch einen Überfall. Auch dieser wechselte die Konfession. Sein Nachfolger Eberhard von Galen blieb dem alten Glauben treu und stand im ständigen Konflikt mit den Grafen. Auch wegen der kriegerischen Ereignisse der Zeit lebten die meisten Komture und Konventsmitglieder seit dem Dreißigjährigen Krieg in Münster. Am Ende des Krieges wurde Münster auch offizieller Sitz der westfälischen Ballei. Der Besitz in Steinfurt diente fortan vor allem zur Versorgung der Ordensangehörigen in Münster und wurde von einem Rentmeister verwaltet.
Die 1687 erbaute Kapelle erhielt die Pfarrrechte für die Zugehörigen der Kommende. Die Kommendepfarre wurde vom Großherzogtum Berg 1810 aufgehoben. In der Franzosenzeit war die Kommende Sitz des Unterpräfekten der Mairie  Steinfurt. Offiziell aufgehoben wurde die Kommende 1811. Nach 1816 fiel der Besitz an das Haus Bentheim-Steinfurt. In den Gebäuden wohnten fürstliche Bedienstete.

## Bauten
Umgeben ist das Gelände von einer Mauer. Als ältestes Gebäude gilt das ehemalige Wohnhaus (Steinhaus oder Steinkammer genannt) des Komturs. Der Bau mit der Hausnummer Kommende 13 ist im Kern mittelalterlich und geht auf die Zeit um 1290/95 zurück. Er war im April 2012 Denkmal des Monats in Westfalen-Lippe. Es dient als Wohnhaus. Auch nach der Reformation fanden in der Kommende weiter Bautätigkeiten statt. Diese fielen im Wesentlichen in die Zeit der Besetzung der Stadt Steinfurt durch das Hochstift Münster. Weiter vorhanden sind das 1606 erbaute Torhaus und das 1670 gebaute Gebäude der Komturei. Eine Kapelle wurde 1687 erbaut. Sie dient heute als Wohnhaus. Ein weiteres Gebäude entstand 1721/22. Ein gedeckter Gang von der Kommende zum Südportal der Großen Kirche besteht nicht mehr. Auch ein Portal aus dem 15. Jahrhundert zwischen Kommende und Kirche wurde zugemauert.